# Červená Lhota
Červená Lhota (en allemand : Roth Lhotta) est une commune du district de Třebíč, dans la région de Vysočina, en Tchéquie. Sa population s'élevait à 188 habitants en 2020.

## Géographie
Červená Lhota se trouve à 10 km au nord-ouest de Třebíč, à 21 km au sud-est de Jihlava, à 60 km à l'ouest-nord-ouest de Brno et à 133 km au sud-est de Prague.
La commune est limitée par Chlum au nord-ouest, par Kouty au nord, par Čechtín au nord-est, par Horní Vilémovice et Okřešice à l'est, par Číhalín au sud, et par Přibyslavice et Číchov à l'ouest.

## Histoire
La première mention écrite de la localité date de 1436.

## Transports
Par la route, Červená Lhota se trouve à 10,5 km de Třebíč, à 29,5 km de Jihlava, 78,5 km de Brno et à 155 km de Prague.